# Ligurische Republiek
De Ligurische Republiek was een Franse vazalstaat in het noorden van het huidige Italië die bestond van juni 1797 tot mei 1805.
Het land ontstond toen Napoleon Bonaparte als opperbevelhebber van het Franse leger in Italië gedurende de Eerste Coalitieoorlog Noord-Italië veroverde. Na een door de Fransen gesteunde opstand van democraten capituleerde ook de Republiek Genua. Napoleon vergrootte het Genuese gebied langs de Middellandse Zeekust en liet de Ligurische Republiek uitroepen met een democratische grondwet naar voorbeeld van het Franse Directoire. Het land was door een alliantie met Frankrijk verbonden.
Na de staatsgreep van 18 Brumaire werd het lokale directoraat ontbonden op 7 december 1799 en vervangen door een tijdelijke regeringscommissie in afwachting van een aangepaste grondwet naar het Frans consulaat model. In 1800 wordt een doge voor vijf jaar benoemd. In 1802 werd deze benoeming omgezet in een levenslange benoeming.
De Ligurische Republiek werd in de Tweede Coalitieoorlog (1800) korte tijd door de Oostenrijkers bezet maar opnieuw door de Fransen veroverd. De band met Frankrijk werd in 1803 nauwer aangehaald: de Republiek werd een militair district en Napoleon kreeg het recht het staatshoofd te benoemen. 
In 1805 annexeerde het Eerste Franse Keizerrijk het land. Het werd ingedeeld in 4 departementen, van west naar oost: Alpes-Maritimes, Montenotte, Genua en Apennijnen. 
- Catàleg d'autoritats de noms i títols de Catalunya: 981060995365006706
- Gemeinsame Normdatei: 4214721-9